# Eric Greitens

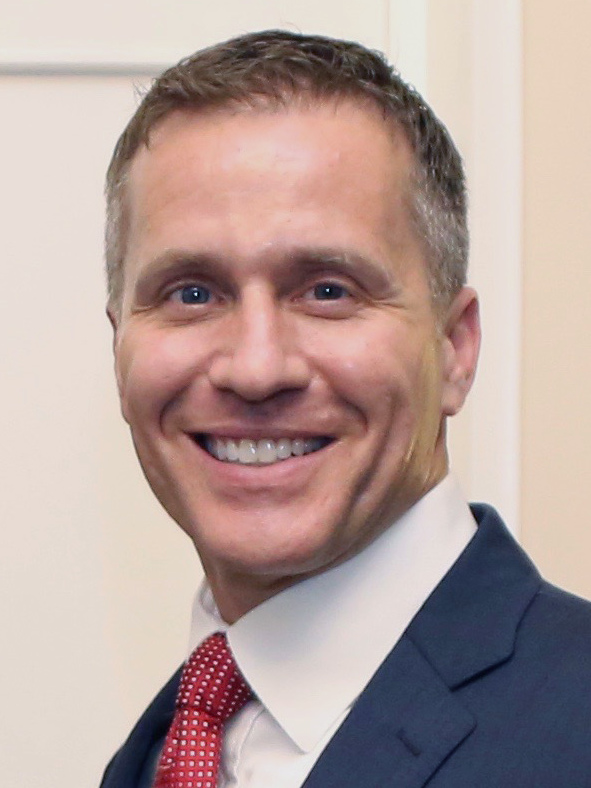
Eric Greitens (2018)

Eric Robert Greitens (* 10. April 1974 in St. Louis, Missouri) ist ein US-amerikanischer Autor, Militärangehöriger und Politiker der Republikanischen Partei. Ab dem 9. Januar 2017 war er Gouverneur des Bundesstaates Missouri. Gegen ihn liegen zwei Strafanklagen vor. Er kam einem Amtsenthebungsverfahren zuvor und trat zum 1. Juni 2018 zurück.

## Leben
Eric Greitens studierte Philosophie und Politikwissenschaften an der Duke University und an der University of Oxford. Nach seiner Zeit in Oxford ging er 2001 zu den Navy Seals, wo er bis zum Lieutenant Commander aufstieg. Als Autor verfasste er mehrere Werke zu militärischen Themen.
Greitens ist seit 2011 verheiratet und hat zwei Kinder.

## Politik
Am 8. November 2016 gewann Greitens die Gouverneurswahl in Missouri gegen den Demokraten Chris Koster. Er trat am 9. Januar 2017 die Nachfolge des nicht mehr kandidierenden Jay Nixon an.

## Anschuldigungen
Gegen Greitens liegen zwei Anklagen durch Kim Gardner, Staatsanwältin des Gerichtsbezirks von St. Louis, vor. Zum einen soll er einer Frau, mit der er vor seiner Wahl eine Affäre gehabt hat, die Veröffentlichung eines teilbekleideten Fotos angedroht und sie beschimpft haben, um das Öffentlichwerden der Affäre zu verhindern. Im Februar 2018 wurde er deshalb angeklagt und kurzzeitig festgenommen. Zum anderen soll Greitens eine Liste mit möglichen Spendernamen unrechtmäßig von einer Veteranen-Wohltätigkeitsorganisation erhalten haben, die er 2007 mitgegründet hatte. Greitens lehnte Rücktrittsforderungen lange ab, auch, als ein Ausschuss der State Legislature Missouris ein Amtsenthebungsverfahren vorbereitete. Nachdem Greitens vorgeladen worden war, vor dem Ausschuss im Rahmen des Amtsenthebungsverfahrens auszusagen, trat Greitens am 29. Mai 2018 zum 1. Juni von seinem Gouverneursamt zurück. Zuletzt war auch sein Rückhalt innerhalb der republikanischen Parlamentarier erheblich geschwunden. Ihm folgte Vizegouverneur Mike Parson nach, der in der Wahl im November 2020 im Amt bestätigt wurde.

## Schriften (Auswahl)
- 2008: Strength & Compassion: Photographs and Essays. Leading Authorities Press. ISBN 978-0971007802.
- 2011:  The Heart and the Fist: The Education of a Humanitarian, the Making of a Navy SEAL. Houghton Mifflin Harcourt. ISBN 978-0547424859.[5]
- 2012: The Warrior's Heart: Becoming a Man of Compassion and Courage. HMH Books for Young Readers. ISBN 978-0547868523.
- 2015:  Resilience: Hard-Won Wisdom for Living a Better Life. Houghton Mifflin Harcourt. ISBN 978-0544323988.

## Auszeichnungen (Auswahl)
- Bronze Star
- Purple Heart
- Joint Service Commendation Medal
- Navy Commendation Medal
- Joint Service Achievement Medal
- Combat Action Ribbon
- Military Outstanding Volunteer Service Medal